# Oskar Roehler
Oskar Roehler (ur. 21 stycznia 1959 w Starnbergu) – niemiecki reżyser i scenarzysta filmowy, a także pisarz. Autor kilku głośnych filmów, jak Nietykalna (2000) czy Cząstki elementarne (2006).

## Życiorys
Urodził się w 1959 w zamożnym miasteczku Starnberg pod Monachium. Jego rodzice, Gisela Elsner i Klaus Roehler, byli prominentnymi pisarzami powojennej literatury niemieckiej, należącymi do Grupy 47.
Dzieciństwo Roehlera nie należało do najszczęśliwszych. Był niechcianym dzieckiem, które matka porzuciła dla kariery literackiej, gdy Oskar miał zaledwie trzy lata. Nieustannie przerzucano go pomiędzy domem dziadków na południu Niemiec a ojcem mieszkającym w Berlinie i nie mającym dobrego kontaktu z synem. Po ukończeniu szkoły w Norymberdze, w latach 80. Roehler przeniósł się do Berlina, gdzie imał się dorywczych zajęć i zaczął pisać scenariusze.
Zadebiutował godzinnym, niskobudżetowym filmem Gentleman (1995), ale sukces osiągnął dzięki autobiograficznej Nietykalnej (2000; inny tytuł polski: Nie ma dokąd iść). Opowieść o ostatnich dniach życia pisarki Hanny Flanders, dla której upadek muru berlińskiego był osobistą katastrofą, inspirowana była życiem Giseli Elsner, matki reżysera, która wyemigrowała do NRD. Film ugruntował pozycję Roehlera i zdobył wiele nagród, m.in. Niemiecką Nagrodę Filmową dla najlepszego filmu roku oraz wyróżnienie na MFF w Karlowych Warach.
Kolejne filmy Roehlera - Strach (2003), Cząstki elementarne (2006) i Żyd Süss - Wzlot i upadek (2010) startowały w konkursie głównym odpowiednio na 53., 56. i 60. MFF w Berlinie. Drugi z nich - adaptacja głośnej powieści Michela Houellebecqa - spotkał się z najcieplejszym przyjęciem i zdobył na Berlinale nagrodę aktorską dla Moritza Bleibtreu, stałego współpracownika Roehlera.
W 2011 opublikował swoją pierwszą powieść Herkunft. Stanowi ona psychologiczny portret trzech generacji powojennych Niemców, a wśród jej bohaterów pojawiają się dziadkowie samego autora.
Roehler mieszka w Berlinie ze swoją drugą żoną, projektantką mody Alexandrą Fischer-Roehler.

## Filmografia

### Reżyser

#### Filmy fabularne
- 1995: Gentleman
- 1997: Silvester Countdown
- 1999: Gierig
- 2000: Nietykalna / Nie ma dokąd iść (Die Unberührbare)
- 2001: Suck My Dick
- 2003: Strach (Der alte Affe Angst)
- 2004: Agnes i jego bracia (Agnes und seine Brüder)
- 2006: Cząstki elementarne (Elementarteilchen)
- 2009: Lulu i Jimi (Lulu und Jimi)
- 2010: Żyd Süss - Wzlot i upadek (Jud Süss - Film ohne Gewissen)
- 2013: Źródła życia (Quellen des Lebens)
- 2018: HERRliche Zeiten

#### Filmy telewizyjne
- 1999: Latin Lover
- 2002: Fahr zur Hölle, Schwester![5][6]